# Тебулосмта
Тебулосмта (чеч. Тулою-лам) (груз. ტებულოსმთა) — найвища гора Східного Кавказу.
Розташована на кордоні  Росії (Чечня) і  Грузії (Тушеті) в  Бічному хребті, між витоками  Андійської Койсу і верхів'ями річки Чанту-Аргун.
Вершина Тебулосмти покрита вічними снігами. Висота над рівнем моря становить 4492 м. Складена  юрськими глинистими сланцями і пісковиками. Льодовики (близько 3 км²).
Гора Тебулосмта славиться шикарними друзами гірського кришталю, розмір кристалів до одного метра. До 1905 року гора була в концесії у швейцарської фірми — видобували гірський кришталь, згодом фірма, замурувавши штольні з'їхала.

## Ресурси Інтернету
- «Gora Tebulosmta, Georgia/Russia» on Peakbagger [Архівовано 24 вересня 2014 у Wayback Machine.]